# Elisabeth von Eicken
Elisabeth von Eicken (* 18. Juli 1862 in Mülheim an der Ruhr; † 21. Juli 1940 in Potsdam) war eine deutsche Landschaftsmalerin und Kunstgewerblerin.

## Leben
Elisabeth von Eicken wurde als dritte Tochter des Kaufmanns und Fabrikanten Hermann Wilhelm von Eicken (1816–1873) und dessen Ehefrau Anna Elisabeth Borchers (1836–1916) in Mülheim an der Ruhr geboren. Von 1871 bis 1878 besuchte sie das städtische Lyzeum Luisenschule ihrer Heimatstadt. Sie ging nach Paris, wo sie sich künstlerisch ausbilden ließ, insbesondere beim Landschaftsmaler Edmond Yon. In dieser Zeit kamen in der Landschaftsmalerei starke Einflüsse von der Schule von Barbizon und Alfred Sisley hinzu. Außerdem besuchte sie zur Ausbildung Meran, Menton und Genf.

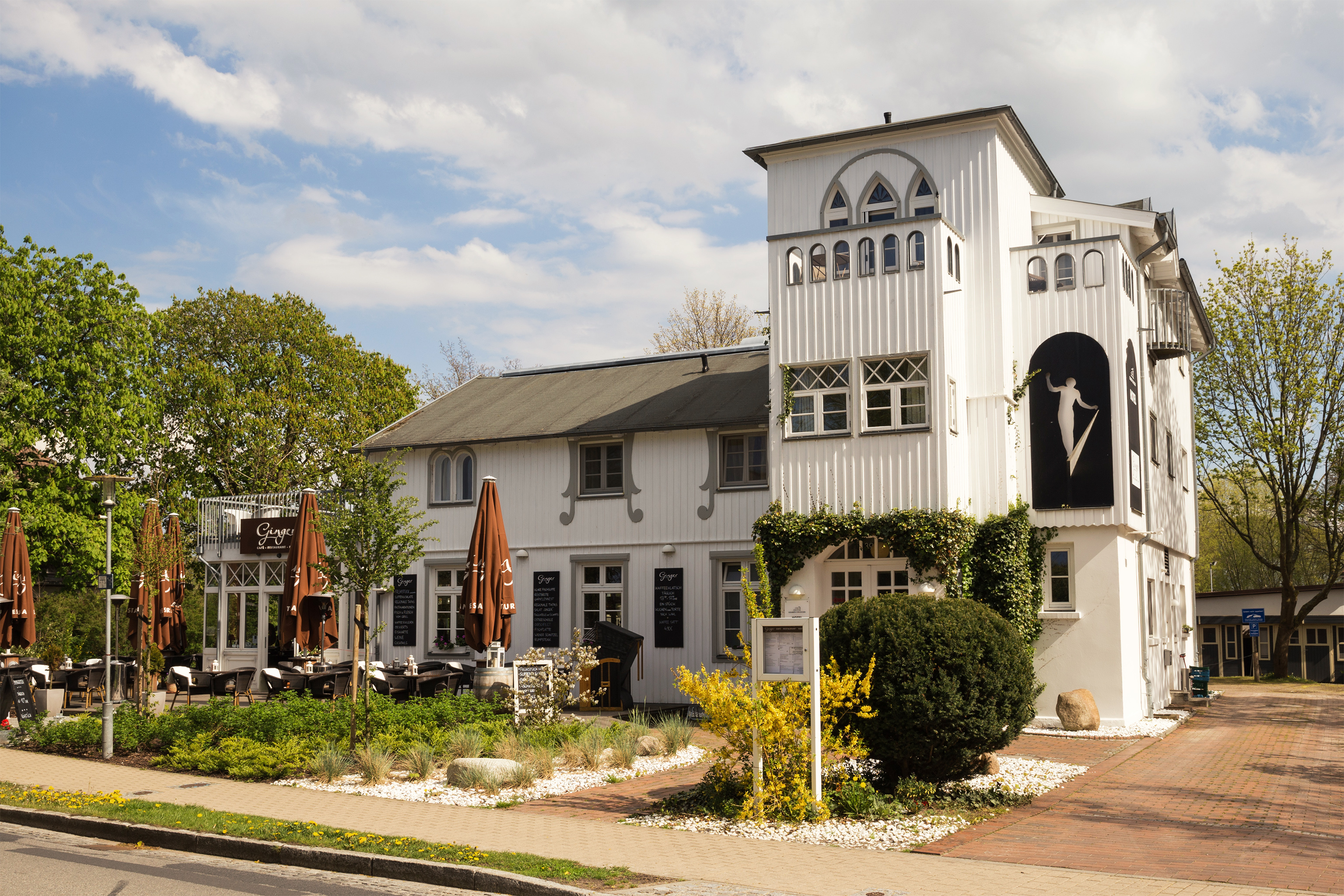
Villa Elisabeth von Eicken in Ahrenshoop (Aufnahme von 2015)

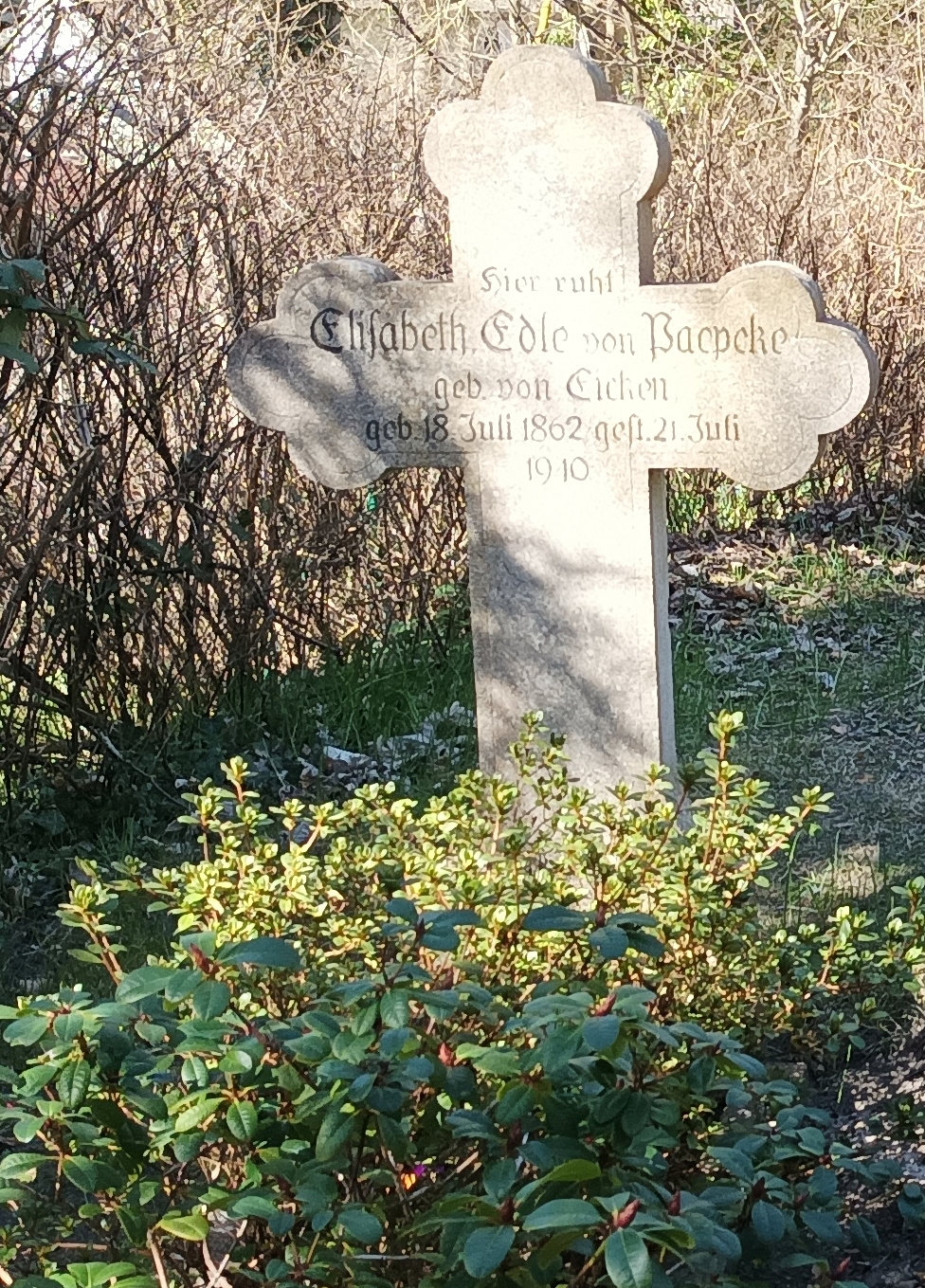
Elisabeth von Eickens Grab auf dem Friedhof in Ahrenshoop

Anschließend war Elisabeth von Eicken freischaffend in Berlin und in der Künstlerkolonie Ahrenshoop in Pommern tätig. Sie war seit 1894 regelmäßig auf der Großen Berliner Kunstausstellung, aber auch auf vielen Kunstausstellungen im In- und Ausland vertreten. Sie war Mitglied im Verein der Künstlerinnen und Kunstfreundinnen zu Berlin und in der Deutschen Kunstgenossenschaft. In Ahrenshoop ließ sie sich 1894 ein Atelier- und Wohngebäude errichten, das mit Veränderungen erhalten ist.
1897 heiratete sie Richard Raimar Jeffry Henry Edler von Paepcke (1844–1932), den Gutsherrn auf Quassel aus der adligen Familie von Paepcke. Auch während der Ehe, aus der zwei Töchter und ein Sohn hervorgingen, blieb sie künstlerisch tätig und unter ihrem Geburtsnamen von Eicken bekannt. Das Gut Quassel wurde 1905 verkauft und die Familie lebte seitdem in Berlin-Grunewald.
Elisabeth von Eicken war auch als Kunstgewerblerin tätig. Sie befasste sich mit Keramik, Porzellanmalerei und Zimmerausstattungen. Auf der Weltausstellung 1904 in St. Louis erhielt sie für eine Werkgruppe eine Goldmedaille.
Sie starb 1940 und wurde auf ihren Wunsch auf dem Friedhof von Ahrenshoop bestattet.

## Werke

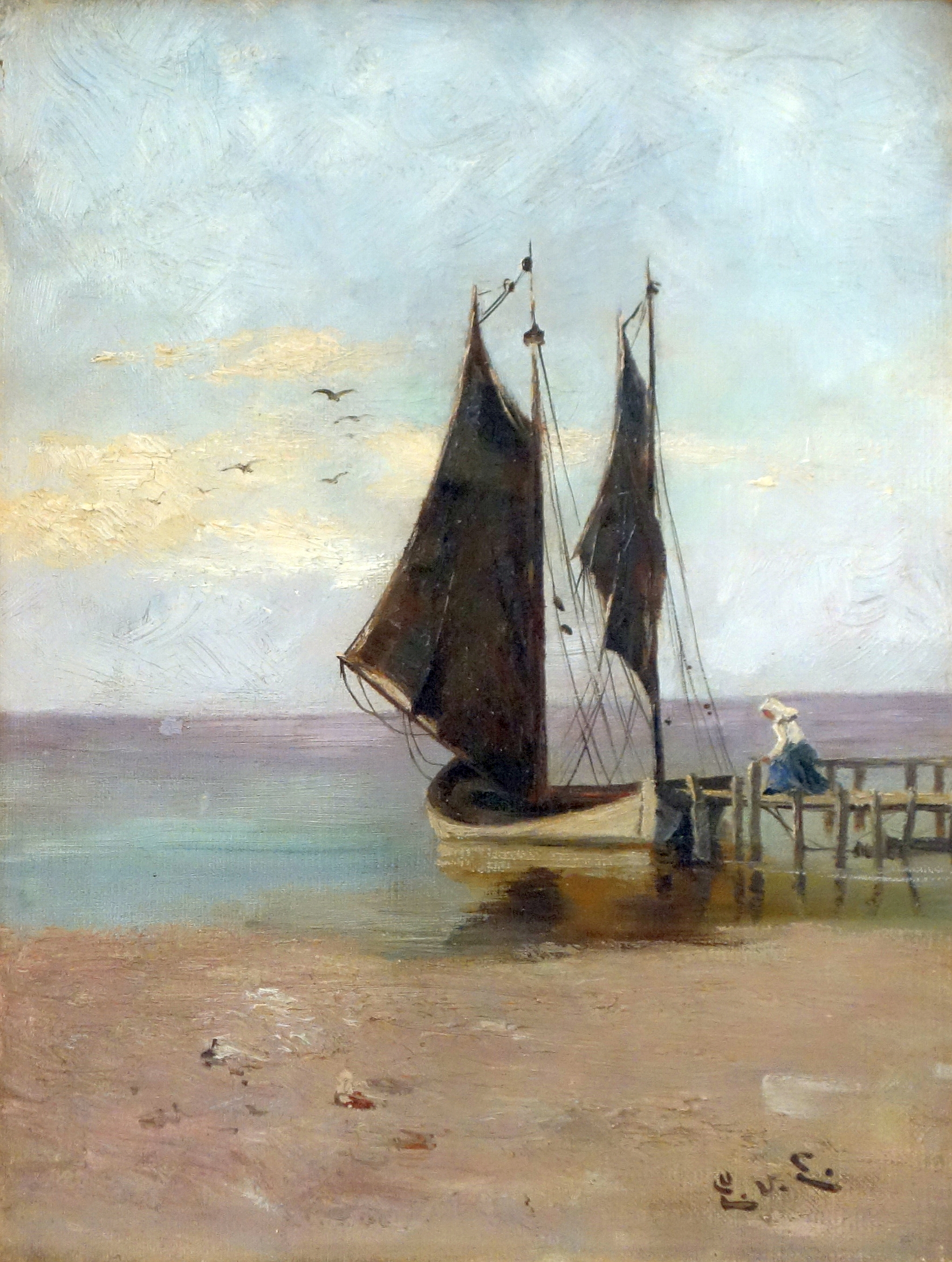
Fischer auf dem Bodden bei Ahrenshoop
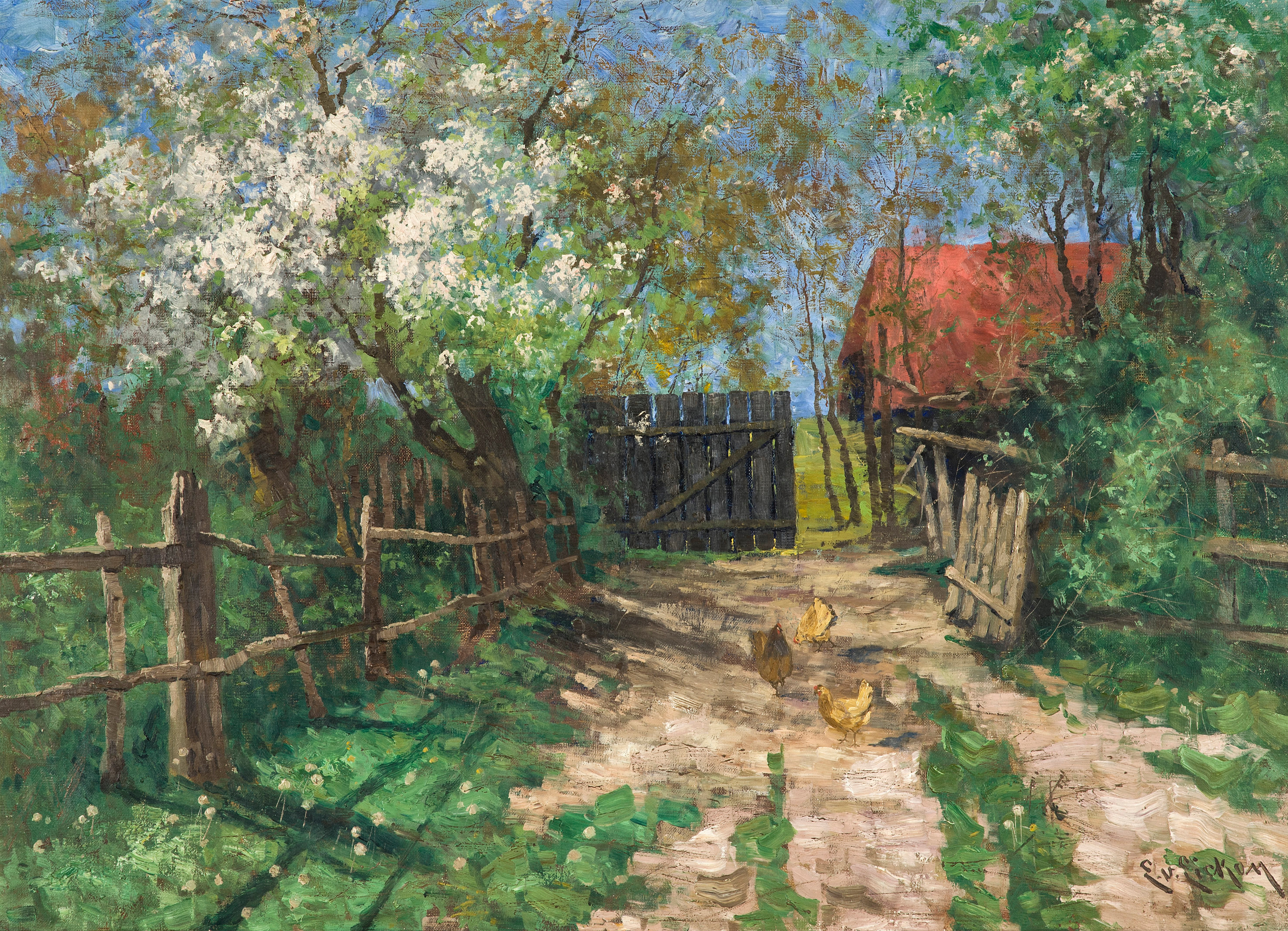
Frühling
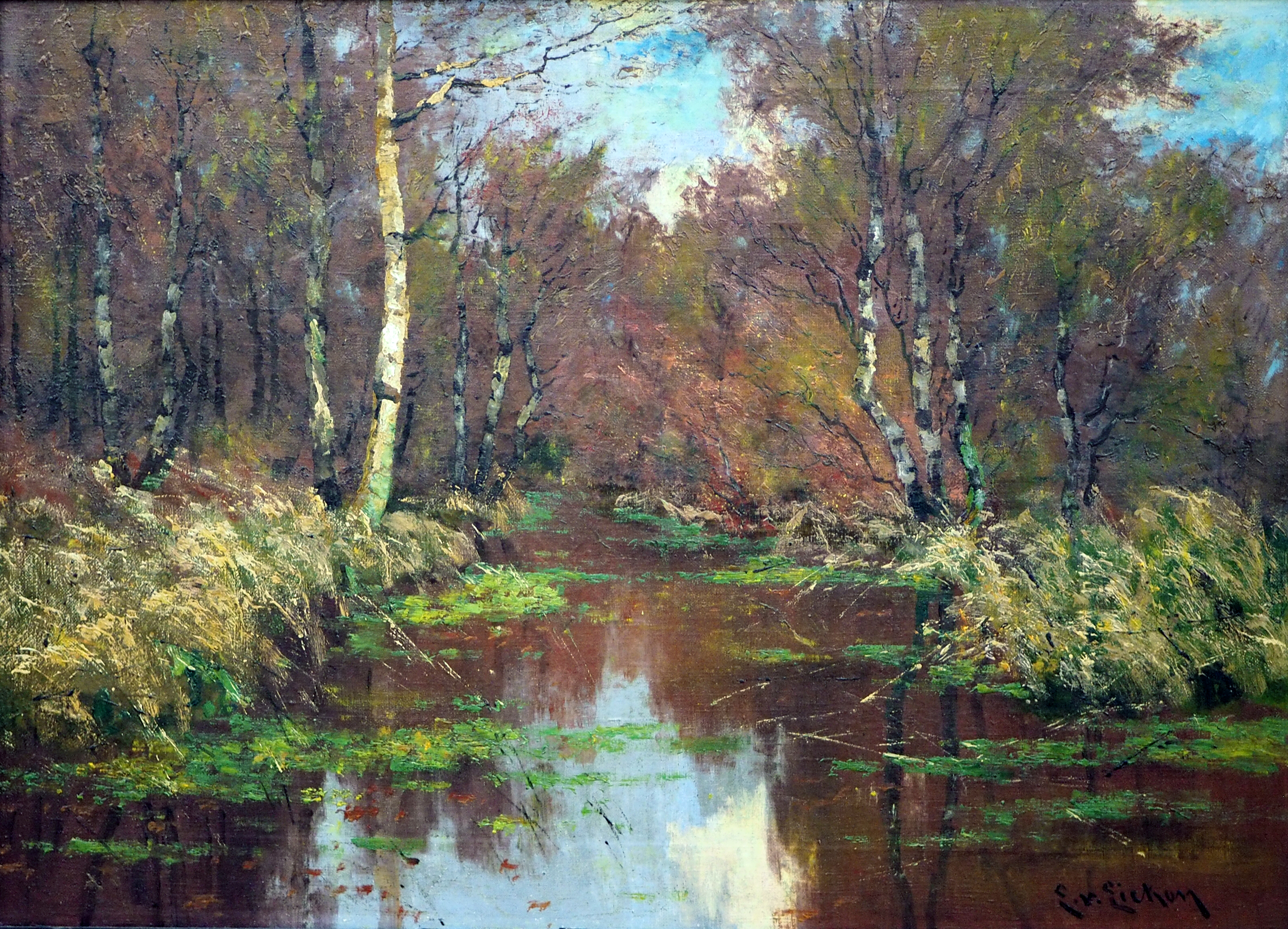
Herbstlandschaft
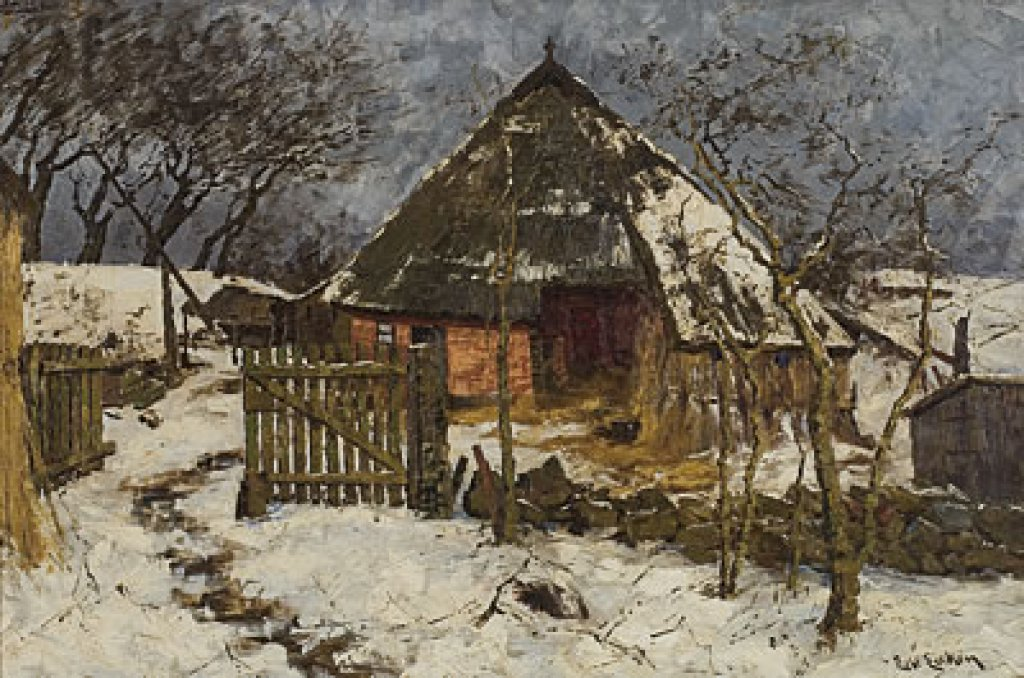
Das Dornenhaus in winterlichem Tauschnee

- 1894: Waldeinsamkeit; Aus der Picardie; Regenstimmung – in Ahrenshoop[5]
- 1895: Bauernhof in Mecklenburg; Die letzten Blätter; Tannenwald; Birken im Spätherbst
- 1896: Wenn die Natur zur Ruhe geht; Unser deutscher Wald; Waldeszauber
- 1897: Memento mori; Herbst im Walde (Abb. im Katalog)[6]; Auf der Insel Bornholm; Waldesweben (Aquarell); Das Geheimnis des Waldes (Aquarell); Dorfmotiv im Nebel (Aquarell)
- 1898: Octobermorgen im Walde; Im Spätherbst (Aquarell;) Am Entenpfuhl (Aquarell)
- 1899: Im Schutz der Dünen; Das Geheimnis des Waldes (Abb. im Katalog); Herbst-Eiche (Aquarell)
- 1901: Waldeinsamkeit; Herbstgedanken (Aquarell)
- 1902: Im Steinweld; Im Dorf; Herbstgedanken (Aquarell)
- 1903: Im tiefen Schweigen liegt die Natur
- 1904: Grenshooyer Friedhof (Tempera)
- 1906: Ein stiller Winkel
- 1910: Stille am Bach
- 1912: Waldbach[5]

Einige der Werke von Elisabeth von Eicken befinden sich im Kunstmuseum Ahrenshoop und im Kulturhistorischen Museum Rostock. Der größte Teil ihrer Werke dürfte sich in Privatbesitz befinden.